# Monte Chiriguano
El monte Chiriguano es un nunatak de la Antártida, situado en el macizo Armada Argentina (o cordillera Patuxent) de la cordillera Diamante (o Forrestal), que a su vez está situada en el cordón orográfico denominado montañas Pensacola de los montes Transantárticos, que une con los Antartandes mediante los montes Ellsworth. 
Está ubicado al sur de la barrera de hielo Filchner-Ronne en la llamada Tierra de Edith Ronne.
Sus 3660 m s. n. m. de altitud lo convierten en la cumbre más elevada del sector de la Antártida reclamado por la Argentina, al que denomina Antártida Argentina, y al mismo tiempo, es la cumbre máxima de la Provincia de Tierra del Fuego, Antártida e Islas del Atlántico Sur, si se tienen en cuenta los sectores de soberanía reclamada. También se sitúa dentro del sector reclamado por el Reino Unido (Territorio Antártico Británico), el cual, al igual que todos los reclamos de soberanía antártica, se encuentra en suspenso por la aplicación del artículo 4 del Tratado Antártico.
Fue denominado por el Grupo Aeronaval U. T. 7. 8. de la Armada Argentina, que en enero de 1962 realizó el primer vuelo argentino al polo sur geográfico, en recuerdo del remolcador ARA Chiriguano que participó en numerosas campañas antárticas argentinas.